# 친일파 708인 명단 - 조선총독부 판사
친일파 708인 명단 - 조선총독부 판사는 2002년 민족정기를 세우는 국회의원모임에서 발표한 친일파 708인 명단 가운데 조선총독부 판사 16명의 명단이다.

## 〈조선총독부 판사〉 목록
- 김준평 (金準坪): 평양법원 부장
- 노상구 (魯相龜)
- 문택규 (文澤圭): 경성법원 판사
- 백윤화 (白允和): 경성법원 판사
- 양원용 (梁源容): 고등관 3등
- 오승근 (吳承根): 대구법원 판사
- 오완수 (吳完洙): 경성법원 판사
- 원종억 (元鍾億): 평양법원 판사
- 윤성보 (尹性普): 고등법원 판사
- 이명섭 (李明燮): 경성법원 판사
- 이상기 (李相基): 경성법원 판사
- 이우익 (李愚益): 대구법원 판사
- 이충영 (李忠榮): 평양법원 판사
- 장기상 (張基相): 대구법원 판사
- 조진만 (趙鎭滿): 대구법원 판사
- 한상범 (韓相範): 평양법원 판사

## 같이 보기
- 친일파 708인 명단 - 조선총독부 판검사
- 민족문제연구소의 친일인명사전 수록예정자 명단 - 사법
- 대한민국 정부 발표 친일반민족행위자 명단 - 통치 기구